# ワイヤキ・ワ・ヒンガ
ワイヤキ・ワ・ヒンガ（Waiyaki_wa_Hinga）は南キクユの支配者だったアキクユの首長。

## 生涯
ワイヤキは帝国イギリス東アフリカ会社のフレデリック・ルガードとの条約に署名した。しかし、ヨーロッパ人入植者の増加に不満を持った後、ワイヤキは1890年にルガードの砦を焼き払った。ワイヤキは2年後、植民地の役人、W.P.パーキスに対して剣を抜いたため逮捕された。
パーキスは「ワイヤキを武装解除し、頭を打った」ワイヤキは暴行罪で裁判にかけられ、有罪判決をされ、国外退去処分を言い渡された。
ワイヤキはケニアの海岸部、モンバサへの移動中に、おそらくパーキスとの口論中にうけた傷が原因で死亡した。
ナイロビ中央に位置するワイヤキ・ウェイは、伝えられているところによればワイヤキ・ワ・ヒンガに因んで名付けられた。